# Спортинг Вильянуэва Промесас
«Спортинг Вильянуэва Промесас» (исп. Sporting Villanueva Promesas) — испанский футбольный клуб из города Вильянуэва-дель-Фресно, в провинции Бадахос в автономном сообществе Эстремадура. Клуб основан в 1993 году, домашние матчи проводит на стадионе «Мунисипаль», вмещающем 3 000 зрителей. В Примере и Сегунде команда никогда не выступала, лучшим результатом является 19-е место в Сегунде B в сезоне 2011/12. После вылета из Сегунды B в сезоне 2011/12 команда не принимает участие в официальных соревнованиях.

## Сезоны по дивизионам
- Сегунда B - 1 сезон
- Терсера - 8 сезонов
- Региональные лиги - 10 сезонов

## Достижения
- Терсера
  - Вице-чемпион: 2010/11

## Известные игроки и воспитанники
- Маркос Герреро